# Доппельмайер, Григорий Гаврилович
Григо́рий (Георгий) Гаври́лович Доппельма́йер (1789—1849?) — русский государственный деятель.

## Биография
Родился 20 (31) мая 1789 года в семье Гавриила Ивановича (1748—?) и Марии Ивановны Доппельмайер. Отец происходил из дворянского рода Доппельмайеров, учился на врача в Йенском университете (1763—1767), в Тюбингенском университете в 1781 году получил степень доктора медицины и служил врачом в Орле, где входил в масонскую ложу Возрастающего Орла.
Был определён студентом в Московский архив Коллегии иностранных дел с 29 ноября 1801 года; был переводчиком в канцелярии военного губернатора Санкт-Петербурга Лобанова-Ростовского; 7 мая 1809 года был командирован в Галицию к главнокомандующему армией князю Голицыну. Участвовал в заключении прелиминарной конвенции об уступке Российской империи Тернопольской области, за что был награждён бриллиантовым перстнем; 31 декабря 1810 года был произведён в титулярные советники.
В 1814—1817 годах снова на службе в Московском архиве Коллегии иностранных дел; 25 октября 1817 года произведён в коллежские асессоры и по прошению уволен от службы.
В 1826 году вернулся на службу, 8 июня был определён советником в Курляндское губернское правление в чине коллежского асессора. С 15 сентября 1827 года исполнял обязанности, а 12 декабря 1827 года сенатским указом был назначен на должность курляндского губернского прокурора; 30 июля 1828 года произведён в чин надворного советника.
Был переведён 23 января 1831 года в Вильно на должность губернского прокурора; 27 мая 1831 года за отличие произведён в коллежские советники.
Был членом Комиссии для определения степени вины повстанцев 1830—1831 годов и конфискации их имений, 7 декабря 1831 года назначен членом Виленского особого комитета для поверки действий ликвидационных комитетов.
С 12 февраля 1832 года — Виленский вице-губернатор, с 3 мая 1832 года — исполняющий должность губернатора в чине статского советника. Неоднократно удостаивался императорского «благоволения» и «удовольствия» и указом  от 16 марта 1835 года был назначен Виленским губернатором; 24 апреля 1836 года был произведён в чин действительного статского советника.
Был назначен с 16 мая 1836 года Гродненским губернатором.
В 1837 году доставил в Петербургскую археографическую комиссию старинные документы, конфискованные из местечка Деречин, принадлежавшего князьям Сапегам. По его поручению был составлен проект организации в Друскининкае курорта. Доппельмайер возглавил комитет, учреждённый для управления заведением Друскеникских минеральных вод; в июле-августе посетил с женой воды, где источник № 1 с большим содержанием солей был назван Доппельмайерским. В 1837 году содействовал изучению и сохранению костей мамонта, найденных при обвале берега реки Лососянки. При содействии губернатора в Гродненской гимназии был открыт природоведческий кабинет. Доппельмайер успешно организовывал взыскание податей, за что неоднократно получал от императора благодарность. При содействии Доппельмайера в 1838 году начали выходить «Гродненские губернские ведомости».
Указом Николая I от 19 ноября 1842 года был назначен Минским губернатором.
Окончил жизнь самоубийством. Его вдова Вильгельмина Вильгельмовна Доппельмайер 22 ноября 1849 года была назначена начальницей Белостокского института благородных девиц.

## Награды
- Орден Святого Владимира 4-й степени (1831)
- Знак отличия беспорочной службы за XV лет (22.08.1831)
- Орден Святого Станислава 2-й степени (13.01.1833)
- Знак отличия беспорочной службы за XX лет (1835)
- Орден Святого Станислава 1-й степени (18.02.1838)
- Прусский орден Красного Орла 2-го класса со звездой (1838)
- Орден Святой Анны 1-й степени (11.04.1840)
- Бронзовая медаль «В память Отечественной войны 1812 года»

## Семья
Жена — Вильгельмина фон Дезина (?—1862), дочь адмирала и сенатора Вилима Петровича фон Дезина. Их дети:
- Елизавета (1830—?)
- Мария (24.02.1833—11.01.1909), в замужестве Герстфельдт[6][7]
- Владимир (1835—?)
- Георгий (1839—1898)[8]
- Константин (02.01.1841—?)